# Hofors distrikt
Hofors distrikt är ett distrikt i Hofors kommun och Gävleborgs län. Distriktet ligger omkring Hofors i västra Gästrikland. 

## Tidigare administrativ tillhörighet
Distriktet inrättades 2016 och utgörs av Hofors socken i Hofors kommun.
Området motsvarar den omfattning Hofors församling hade 1999/2000.

## Tätorter och småorter
I Hofors distrikt finns två tätorter och tre småorter.

### Tätorter
- Hofors
- Robertsholm

### Småorter
- Edsken
- Fagersta
- Långnäs